# Bioć/Maglić/Volujak/Vlasulja
Bioć/Maglić/Volujak/Vlasulja - pasmo w Górach Dynarskich. Leży na granicy między Bośnią i Hercegowiną a Czarnogórą. Najwyższym szczytem jest Veliki Vitao, który osiąga 2397 m.
Szczyty:
- Veliki Vitao - 2396 m,
- Crnogorski Maglić - 2388 m,
- Bosanski Maglić - 2386 m,
- Klekov Maglić - 2365 m,
- Velika Vlasulja - 2337 m,
- Klekovo Pleće - 2310 m,
- Mali Maglić - 2309 m,
- Široka Točila - 2297 m,
- Studenac - 2294 m,
- Previja - 2273 m,
- Badaň - 2241 m,
- Kapa - 2232 m,
- Kom - 2200 m,
- Televiča Lastea - 2195 m,
- Oblik - 2116 m,
- Jajac - 2099 m,
- Veliko Pleće - 2020 m.